# M3 Stuart
M3 Stuart byl americký lehký tank, používaný během 2. světové války americkou, britskou a dalšími spojeneckými armádami.

## Vývoj
Po vypuknutí 2. světové války začala v USA rozsáhlá modernizace armády. Počátkem roku 1940 bylo rozhodnuto o výrobě nového typu, který by se odvíjel od tanku M2. Měl mít novou věž, zesílený pancíř a lépe odpružený podvozek. Vývoj trval krátce, již v červenci téhož roku byl tento nový tank přijat do služby pod označením M3.

## Technické údaje
Nýtovaná korba tanku M3 vycházela z předchozího typu M2A4, byla však o několik centimetrů delší a užší. Její pancéřování bylo zesíleno až na 44 mm, což však znamenalo zvýšení hmotnosti oproti předchozímu typu. Na přední části korby se nacházela nýtovaná oválná věž s mírně zkosenou přední částí, pozdější modely měly věž svařovanou. Věž byla vybavena novým systémem zpětného nárazu, jehož konstrukce již nezasahovala před čelní kryt věže, což bylo pro typ M2A4 velmi specifické. Osazena byla kanónem M5 ráže 37 mm a s ním spřaženým kulometem M1919A4. Zbývající výzbroj tanku pak zahrnovala stejný typ kulometu. Jeden byl na zadní straně věže na protiletadlové lafetě, další byl v kulovité lafetě v přední části korby. Změnou v konstrukci prošel i podvozek. Úpravami v odpružení kol bylo docíleno větší styčné plochy podvozku, takže se stroj v terénu dobře pohyboval. Na mnoha vozidlech, především v Africe, pak bylo zavěšení kol chráněno pancéřovými kryty. Tank byl poháněn benzinovým motorem Continental W-670-9A o výkonu 250 koňských sil. Na silnici pak stroj dosahoval maximální rychlosti 58 km/h s dojezdem kolem 120 km. Mohl být vybaven i dvojicí 95litrových přídavných nádrží, čímž se dojezd zvyšoval.

## Nasazení

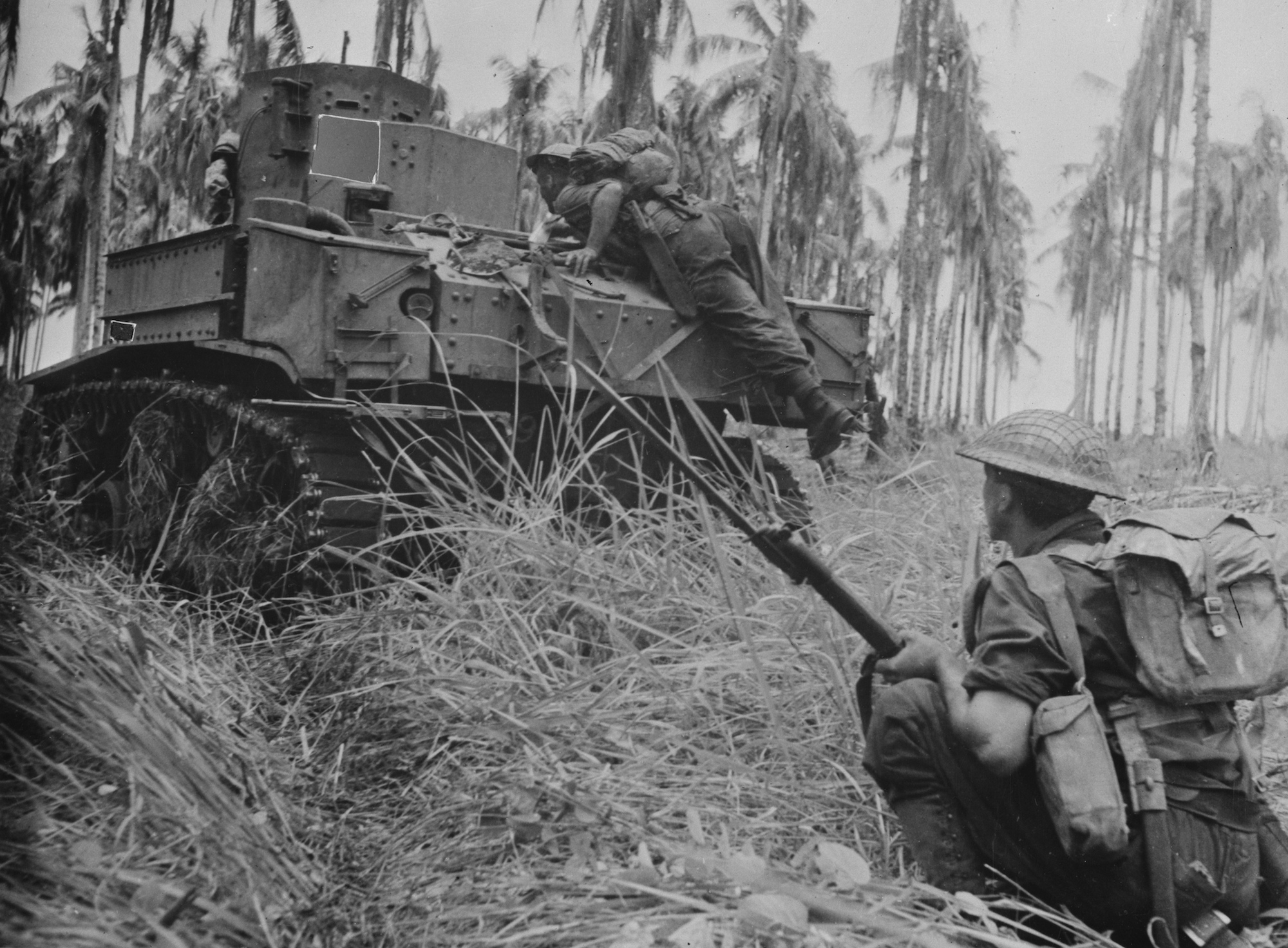
Australský Stuart I během konečného útoku na Bunu

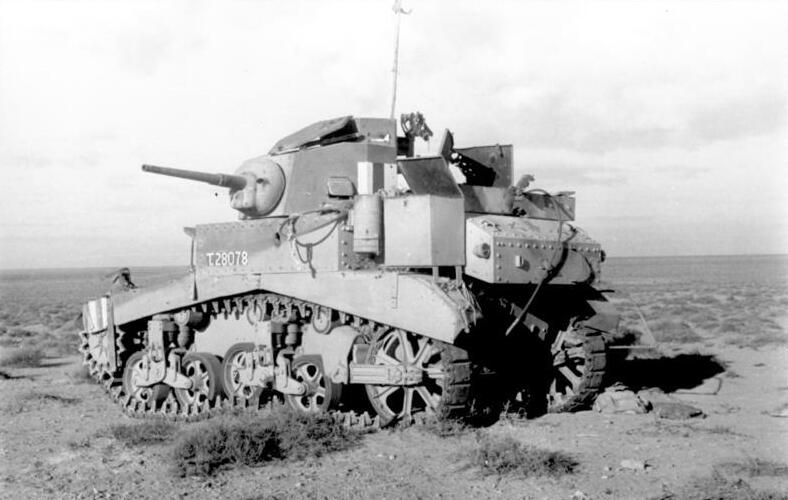
Britský M3 (Stuart I) vyřazený během bojů v Severní Africe.

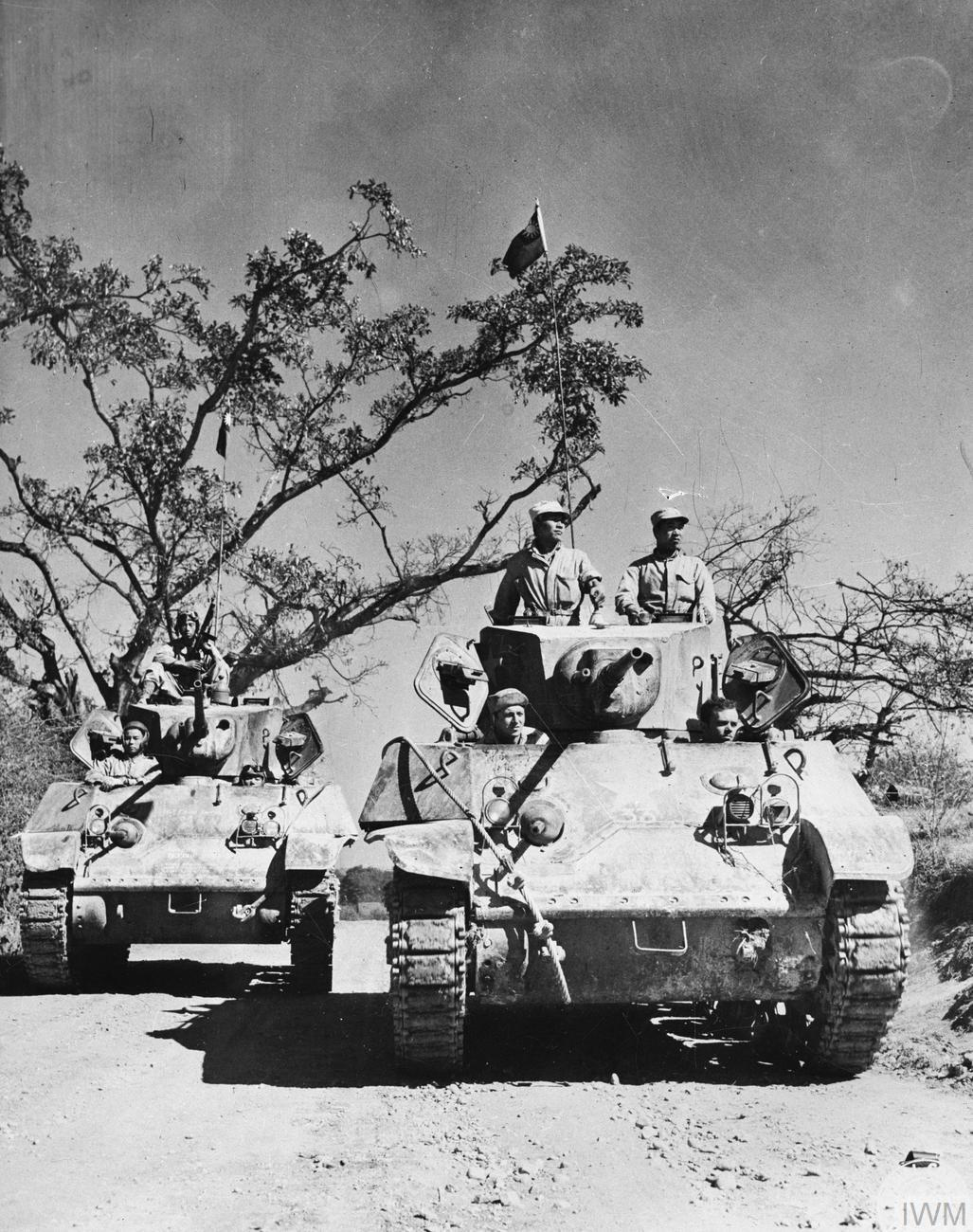
Čínský M3A3 Stuart na cestě Ledo v jihovýchodní Asii

Tank M3 se začal sériově vyrábět teprve v březnu 1941 a k prvnímu bojovému nasazení došlo v listopadu téhož roku v britské armádě, kam byl dodáván v rámci programu „Lend-Lease“ („Půjčka a pronájem“). Vozidlo použito v bojích o přístavní město Tobrúk. Britští vojáci však nebyli z tohoto tanku moc nadšeni. Kritizován byl především 37mm kanón, který se proti nepřátelským cílům jevil jako příliš slabý. Na druhou stranu posádky chválily rychlost a spolehlivost, a díky tomu si tank v britské armádě vysloužil neoficiální přezdívku „Honey“ („Drahoušek“). Od léta roku 1942, kdy dostávala britská armáda nové americké střední tanky, byly Stuarty postupně stahovány z předních bojových linií a začaly být používány především jako průzkumná vozidla.
První bojové nasazení v armádě Spojených států amerických proběhlo v bojích o Filipíny, začátkem roku 1942. Japonci pak ukořistěné tanky používali pod označením M3 Stuart Typ 0. Koncem roku 1942 se americká armáda vylodila v severní Africe, kde lehké tanky M3 tvořily velkou část jejich obrněných sil. Po drtivé porážce v Kasserinském průsmyku, kdy M3 čelily německým tankům PzKpfw IV a těžkým Tigerům, rozpustila americká armáda své obrněné prapory lehkých tanků a dále je používala pouze k průzkumným účelům.
Dalším odběratelem tanků M3 byl v rámci programu Lend-Lease Sovětský svaz. Ani představitelé Rudé armády nebyli z tohoto stroje nijak nadšeni kvůli slabé výzbroji a pancéřování. U sovětských tankistů nebyl Stuart oblíben kvůli benzínovému pohonu, který byl více náchylný ke vznícení. V letech 1942–1943 bylo do SSSR dodáno 1665 tanků M3A1, které tam sloužily do roku 1944.
V bojích v Itálii a v západní Evropě potkal tanky M3 stejný osud, jako jinde. Byla jim přisouzena vedlejší role zejména při průzkumu, protože byl na jakýkoliv německý tank slabý. Kromě USA, Velké Británie a SSSR měla během války ve své výzbroji Stuarty také Francie, Čína, země Commonwealthu, používaly je partyzánské jednotky v Jugoslávii. Po druhé světové válce bylo množství tanků M3 Stuart prodáno do různých zemí. V některých jihoamerických státech byly Stuarty série M3 ve službě ještě v 80. a 90. letech.
Celkem bylo od roku 1941 vyrobeno 13 859 kusů stroje M3 a všech jeho variant, což z této série dělá nejpočetnější lehký tank druhé světové války.

## Varianty tanku M3
- M3 / Stuart I – Původní tank blíže popsaný v článku. V Britské armádě tanky dostaly oficiální označení „General Stuart I“, nebo také jen „Stuart I“ po americkém konfederačním generálovi Jebu Stuartovi. Od března roku 1941 bylo celkem vyrobeno 4526 kusů.
- M3 (diesel) / Stuart II – Varianta typu M3, u které byl původní benzinový motor nahrazen dieselový motorem Guiberson T-1020-4 o výkonu 220 koňských sil. Celkem bylo od června 1941 vyrobeno 1285 kusů.
- M3A1 / Stuart III – Varianta vybavená novou svařovanou věží. Byla hydraulicky ovládaná, vybavená košem, naopak chyběla velitelská kopule. Původní 37mm kanón M5 a s ním spřažený .30cal kulomet M1919A4 u tanku M3 nahradil 37mm kanón M6 a .30cal kulomet M1919A5. Byl zvětšen objem palivových nádrží, dojezd se zvýšil na 145 km. Celkem bylo od května 1942 vyrobeno 4410 kusů.
- M3A1 (diesel) / Stuart IV – Varianta typu M3A1 vybavená dieselovým motorem Guiberson T-1020. Do služby byly přijaty v srpnu roku 1942. Celkem bylo vyrobeno 211 kusů.
- M3A2 – Tato varianta měla vycházet z typu M3A1. Měla mít svařovanou korbu z homogenní oceli. Tento projekt se však nikdy nedočkal realizace.
- M3A3 / Stuart V – Verze se svařovanou korbou z odlitků podobnou té u typu M5. U M3A3 však byla charakteristická svým zešikmením nejen na přední ploché části, ale také na bocích. Tank dostal také novou věž. Na její zadní části se nachází výběžek obsahující radiové zařízení. Tato úprava se pak objevila i u lehkého tanku M5A1. Byl zvětšen objem palivových nádrží až na 416 litrů, dojezd činil 217 km. Celkem bylo od září 1942 vyrobeno 3427 kusů. Dalších 166 kusů bylo modifikováno z jiných verzí lehkého tanku série M3.
- T18 75mm Howitzer – Varianta samohybné houfnice. Pro podvozek byl použit stroj M3. Stroj měl být vyzbrojen 75mm houfnicí umístěnou v rozměrné trupu krabicového tvaru. Projekt začal v září roku 1941 ale v dubnu 1942 byl zrušen.
- T56 3in Gun – Úprava na samohybnou houfnici na základě podvozku stroje M3A3. Motor byl umístěn ve střední části trupu a jako primární zbraň byl použit 76mm kanón umístěný v přední části. S projektem se začalo v září 1942, záhy však byl zrušen v únoru následujícího roku.
- T57 3in Gun – Modifikace verze T56 s motorem Continental, používaného u středního tanku „M3 Lee“. Projekt byl také zrušen v únoru 1943.
- M3 s věží Maxson – Protiletadlová varianta. Byla vyvíjena během roku 1942. Vozidlo bylo vyzbrojeno čtyřmi .50cal kulomety umístěnými ve věži vyvinuté firmou „Maxson Corporation“. Projekt byl brzy ukončen, především kvůli produkci stroje „M16 MGMC“.
- M3 Command Tank – Úprava na velitelské vozidlo. Věž byla nahrazena menší konstrukcí vyzbrojenou .50cal kulometem.
- M3 / M3A1 Satan – Plamenometná varianta. Na místě původního 37mm kanónu byl nainstalován plamenomet. Během roku 1943 bylo na tuto modifikaci pro USMC upraveno celkem 20 tanků M3 a M3A1.
- M3 T2 Light Mine Exploder – Odminovací verze. Byla určena pro zneškodňování lehkých min. Vývoj probíhal v roce 1942, brzy však byl ukončen.
- M3A1 E5R2-M3 – Plamenometná varianta tanku M3A1. V tomto případě byl plamenomet instalován na místě .30cal kulometu v kulovité lafetě v přední části trupu.
- Stuart Recce – Bezvěžová modifikace britského Stuarta používaná pro průzkum. Odstraněním věže bylo dosaženo zvýšení rychlosti a dosahu.
- Stuart Kangaroo – Úprava na obrněný transportér (APC – „Armored Personal Carrier“) určený pro přepravu vojáků po bojišti. Rovněž byla odstraněna věž a interiér byl dovybaven několika sedadly.
- M3A3 PaK 40 – Protitanková úprava Titových jugoslávských jednotek vyzbrojená německým 75mm kanónem PaK 40 na místě původní věže.
- X1A – Modernizace tanku M3A1 provedená firmou „Bernardini“ v 70. letech pro brazilskou armádu. Úpravy zahrnovaly instalaci nového dieselového motoru Saab-Scania o výkonu 280 koňských sil, bylo upraveno zavěšení podvozku, zesíleno pancéřování, zmodernizován systém řízení střelby a byla nainstalována nová věž s 90mm kanónem DEFA. Celkem bylo vyrobeno 80 kusů.